# ルードヴィッヒ革命
『ルードヴィッヒ革命』（ルードヴィッヒかくめい）は、由貴香織里による日本の漫画。『別冊花とゆめ』（白泉社）にて、2007年9月号まで連載された。グリム童話をモチーフにした漫画作品で、各童話を王子の目線から別解釈で描く。
同作者による続編『ルードヴィッヒ幻想曲』（ルードヴィッヒげんそうきょく）も同誌にて連載された。こちらはグリム童話だけでなくアンデルセン童話や竹取物語も含んだ内容となっている。

## ストーリー
某国の王子ルードヴィッヒ（ルーイ）はその凄まじい性格から周りを巻き込むトラブルメーカー。ある日、父王から隣国の姫を口説き落として来いと言われ、従者のヴィルヘルムと共に出発するが、結果白紙となる。
改めて自分に相応しい花嫁を探すために従者のヴィルヘルムと共に旅に出たルーイだが、出会う花嫁候補は皆、一癖も二癖もある女性ばかり。一方ルーイの国ではルーイの腹違いの弟を名乗るユーリウスが現れ、ルーイは王位継承者から外されようとしていた。

## 登場人物
声優はドラマCDにおけるキャスト。原典を持つ人物の場合は名前の後に付記。

### ルーイ一行と殺し屋
ルードヴィッヒ / ルーイ
声 - 杉田智和
主人公であり各童話における王子。容姿端麗で頭脳明晰だが我儘のサディストで巨乳系美少女好き。
第1話時点では読切作品として書かれたため、初版の『グリム童話』の「白雪姫」の王子と同様に死体愛好家という設定だった。第2話以降は「死体はもう飽きた」としてその設定は無くなり、理想の（＝巨乳美女の）花嫁を探す旅に出る。同時に彼の立場は白雪姫の王子から各童話の王子にシフトチェンジした。ドラマCDでは最終的にブランシュに手を下す点は同じだが、死体愛好家の設定は無くなっている。
何だかんだで旅先の花嫁候補達と結ばれることは無いが、第3話「茨姫［プランサスロンス］」で出会ったイーディケ（フリーデリーケ）とは魔法が解けて以降も互いに相思相愛。
名前はグリム兄弟のルートヴィッヒ・グリム。外見はロックバンド「PENICILLIN」のVo.HAKUEIと作者が公言している。
ヴィルヘルム / ヴィル
声 - 羽多野渉
ルーイの従者。お人よしでいつも振り回されている苦労人で常識人。幼馴染であるリゼッテに想いを寄せており、彼女の本性を知ってからも変わらない。ルーイのサディストな性格の裏側にある本性を理解し、何処までも着いて行くと決心している。
彼自身は童話における従者そして様々な登場人部の役割を、その話ごとに割り振られている。
ドロテア
声 - かかずゆみ
各童話における魔女（第5話「ラプンツェル」では妖精。その他、役を割り振られていない話や別の人物が魔女役になっている話もある）。巨乳的ナイスボディーでドM。ドSなルーイの仕打ちに惚れたため勝手に旅に同行する。道中、その魔力でルーイにさまざまな助言・助力を行なう。外見は若い女性だが実年齢は不明。終盤で過去が明らかとなり、人間としての生を得る。
リゼッテ / 赤ずきん
ルーイとヴィルの幼馴染。明るく優しいが内心は策略家。幼いころ、ヴィルの優しさを利用しおり、その本性を見抜いたルーイの悪戯により誤って両親を殺害してしまい、その時の快感が忘れられずフリーの殺し屋になってしまった。両親殺害の原因であるルーイを殺害しようと付け狙うが、中盤からは半ば旅の仲間となり、ルーイ達に力を貸す。
物語後半で実は両親からは売春まがいのことをさせられていたため、両親殺害自体を悔いてはおらず、ルーイへの恨みはそれがヴィルとの別離に繋がってしまったこと、ヴィルを一人占めできなくなったことにあるのを明らかにしている。
｢赤ずきん｣という異名の由来は、浴びた両親の血で灰色のずきんが赤く染まったことから。
ヘンゼルとグレーテル / ヘンゼルとグレーテル
幼いルーイがお忍びで訪れた森で出会った兄妹。貧困のため親に捨てられ、その際一時的に世話になった強盗を焼き殺した過去を持つ。成長後は自らを守るために殺し屋となり、ユーリウスに雇われルーイの命を狙っていた。しかしルーイが幼いころ出会った「天使様」であることに気付き、終盤ではルーイと協力してユーリウスをペトロネラから解放すべく動く。

### ルーイの国の関係者
王
声 - 青山穣
ルーイの父親。初登場時は息子の名前を使って他国を侵略する悪王という印象だったが、次第にギャグ系の立ち位置へとシフトし哀れっぷりばかりが目立つように。実は婿養子であり妻のアマルベルガには完全に尻に敷かれている。ペトロネラの暗示によりユーリウスをルーイの異母弟として城に迎えていたが、アマルベルガの帰還によってあっさり（彼女への恐怖のあまり）暗示が解けた。
ルーイ曰く本来女性の好みがロリコン趣味で、ペトロネラのような成熟した女性は愛人にすることはない。
アマルベルガ
ルーイの母にして女王。容姿は胸さえなければほぼ息子と同一。ドSで女王様気質。息子を「ルーさん」と読んでいるが、当人からは不評。基本的に自分から攻撃を仕掛けることは無いものの「売られた喧嘩だけを買う」という暴れっぷりに昔から「虐殺女王」「殺戮女帝」と恐れられ、結果的に領地を拡大している。ある国の理不尽すぎる侵攻にとうとう国内外を問わず多くの反対派が現れたため、ほとぼりが冷めるまで旅に出ていた。
ペトロネラ
王の愛人かつユーリウスの母親として城に上がっていたが、正体はユーリウスを利用し王国乗っ取りを企てていた魔女。

### 姫
ルードヴィッヒと関わりをもった姫君達。王族・平民が混在する。各自の名はオリジナルに由来・そのまま・創作に分かれる。
ブランシュ / 白雪姫
声 - 矢島晶子
7歳の頃より、その美貌を武器に実父、母の愛人、ルーイの父王までも手玉に取った魔性の女。策略を見抜かれルーイの手で殺された。
フリーデリーケ / いばら姫
声 - 沢城みゆき
通称イーディケ。魔女の素養があったため自己暗示で百年の眠りについてしまう。ルーイが唯一心を通わせた女性であり、魔法が解け肉体が死んだ後もルーイを想い続けている。
アマーリエ / 青ひげ
青ひげの元に嫁ぐことになった娘。巨乳だが実は偽乳だったためルーイの対象外となる。
ラプンツェル / ラプンツェル
ドロテアが栽培していた育毛剤用ラプンツェル（サラダ菜）を食べてしまった母親から生まれた。特異体質のため塔に閉じ込められて暮らしていたが、お忍びで塔を訪ねていたシルヴィオ王子と結ばれる。
マレーン / マレーン姫
政略結婚を拒否したために7年以上石の塔に閉じ込められていた姫。実は既に故人。
カトライン / かえるの王さま
ドロテアの呪いグッズのせいでカエルの外見になっていたルーイが出会った姫。顔立ちが地味で外見にコンプレックスを持ち、父王に愛されていないと悩んでいたが、最終的に誤解が解け父と和解する。
アルベルティーナ / がちょう番の娘
クリスト王子の許嫁。アルベルティーナという同名の侍女がおり、入れ替わり騒動の末に命を落とした。
アッシェン / 灰かぶり
二人の義姉に女中のようにこき使われていた少女。かなりのドM。赤毛の美少女だが、足の大きさ（27センチメートル）がコンプレックスだったが、紆余曲折の末バルドウェイン王子と結ばれる。2人の義姉は整形美人であり、生まれつき可愛らしいことを妬まれていた。
彼女の話は"Cendrillon ou La Petite pantoufle de verre"と"Aschenputtel"が混在した内容で、基礎母体となったAschenputtel（アッシェンプッテル）が名の由来。
ユーリウス / ユリアーナ / 塩の姫
ペトロネラの息子でルーイの腹違いの弟として城に招き入れられていた少年。その正体はアマルベルガが成り行きで滅ぼした某国の王子であり、ルーイともペトロネラとも血縁は無い。ルーイを自国の仇と思い込んでおり、その復讐心をペトロネラに利用されていた。当初は男装の姫であるかのように描写されており作者からも姫君としてカウントされているが、男である。恋愛対象は男性であるらしく、姉の婚約者であったルーイに思いを寄せていた。

## 書誌情報

### 単行本
- 由貴香織里『ルードヴィッヒ革命』白泉社〈花とゆめコミックス〉、全4巻
  1. 2004年6月18日発売 ISBN 4-592-17095-4
  2. 2007年1月19日発売 ISBN 978-4-592-18409-6
  3. 2007年6月19日発売 ISBN 978-4-592-18410-2
  4. 2007年12月18日発売 ISBN 978-4-592-18411-9
- 由貴香織里『ルードヴィッヒ幻想曲』白泉社〈花とゆめコミックス〉、全1巻
  1. 2013年10月18日発売 ISBN 978-4-592-21401-4

### ドラマCD
ルードヴィッヒ革命（発売日：2006年11月22日）
白雪姫、荊姫を収録。